# Hofball-Tänze
Hofball-Tänze (Danses du bal de la Cour) est une valse de Johann Strauss II (op. 298). L'œuvre est créée le 22 février 1865 dans la salle des chevaliers de la Hofburg de Vienne.

## Histoire
La valse est écrite et interprétée pour un bal de cour prévu pendant le carnaval de 1865, d'où son titre. Cependant, ce n’est pas la seule œuvre musicale portant ce nom : des musiciens viennois connus et moins connus ont déjà créé des œuvres pour les bals de cour de même nom, parmi lesquels Johann Strauss (père), Joseph Lanner et Phillipp Fahrbach. Après sa création, Strauss révise à nouveau l'œuvre puis la fait rejouer comme nouveauté le 15 août 1865 à Pavlovsk en Russie et le 12 novembre de la même année au Volksgarten de Vienne.

## Durée
Sa durée d'exécution est d'environ 9 minutes et 10 secondes. Elle peut varier légèrement selon l'interprétation musicale du chef d'orchestre.

## Interprétations notables
La pièce est notamment jouée lors du concert du nouvel an 1997 à Vienne, sous la direction de Riccardo Mutti. 